# Miloňovice
Miloňovice jsou obec v okrese Strakonice v Jihočeském kraji. Leží zhruba šest kilometrů jihovýchodně od Strakonic. Žije v ní 255 obyvatel.

## Historie
První písemná zmínka o obci pochází z roku 1243.

## Obyvatelstvo
| Rok            | 1869 | 1880 | 1890 | 1900 | 1910 | 1921 | 1930 | 1950 | 1961 | 1970 | 1980 | 1991 | 2001 | 2011 | 2021 |
| -------------- | ---- | ---- | ---- | ---- | ---- | ---- | ---- | ---- | ---- | ---- | ---- | ---- | ---- | ---- | ---- |
| Počet obyvatel | 351  | 364  | 370  | 349  | 353  | 354  | 309  | 273  | 299  | 263  | 194  | 217  | 278  | 267  | 253  |
| Počet domů     | 51   | 51   | 51   | 51   | 52   | 51   | 51   | 60   | 66   | 65   | 57   | 83   | 86   | 92   | 96   |

## Obecní správa

### Části obce
Obec Miloňovice se skládá ze tří částí na dvou katastrálních územích.
- Miloňovice (i název k. ú.)
- Nová Ves (leží v k. ú. Miloňovice)
- Sudkovice (i název k. ú.)

V letech 1850–1928 a od 1. dubna 1980 do 23. listopadu 1990 k obci patřily i Kuřimany, od 1. dubna 1976 do 23. listopadu 1990 Zadní Ptákovice a od 1. dubna 1980 do 23. listopadu 1990 také Třešovice.

### Obecní symboly
Znak a vlajka byly obci uděleny rozhodnutím předsedy Poslanecké sněmovny Parlamentu České republiky dne 16. července 2014.

## Pamětihodnosti
- Kaplička, na cestě k Jinínu
- Sýpka, severně od čp. 1
- Bývalá hospoda čp. 4

## Galerie

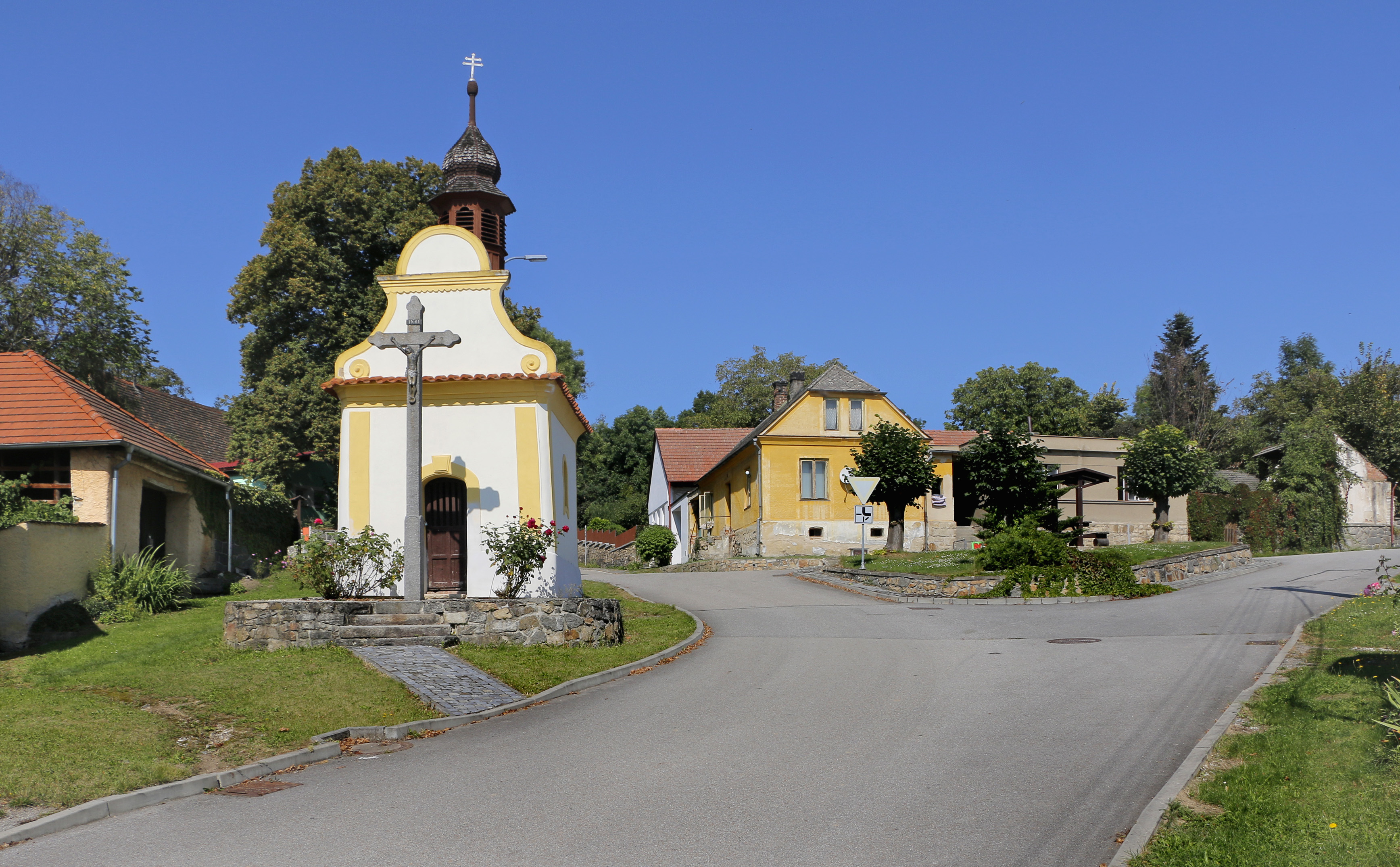
Kaplička na návsi
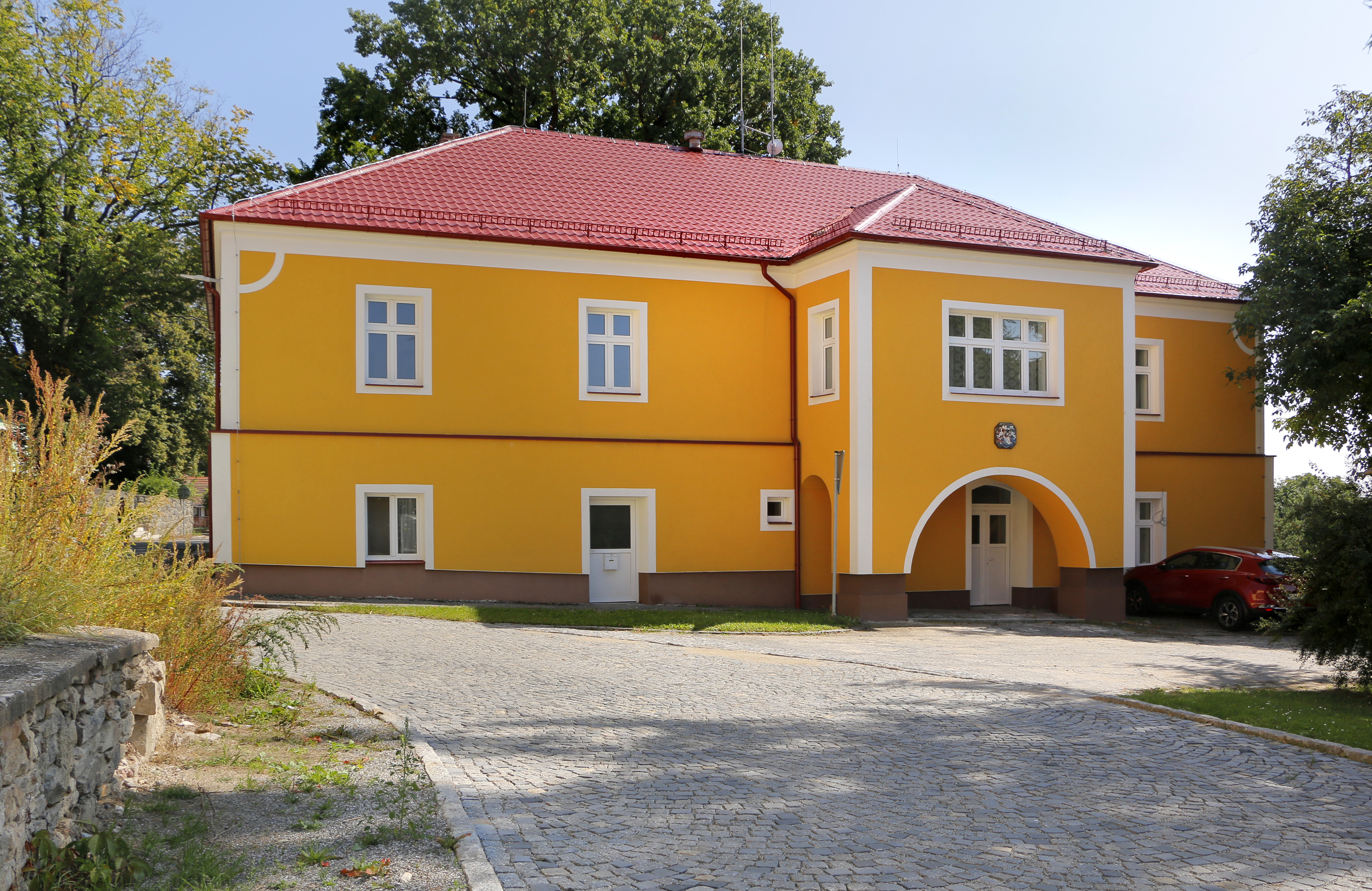
Obecní úřad
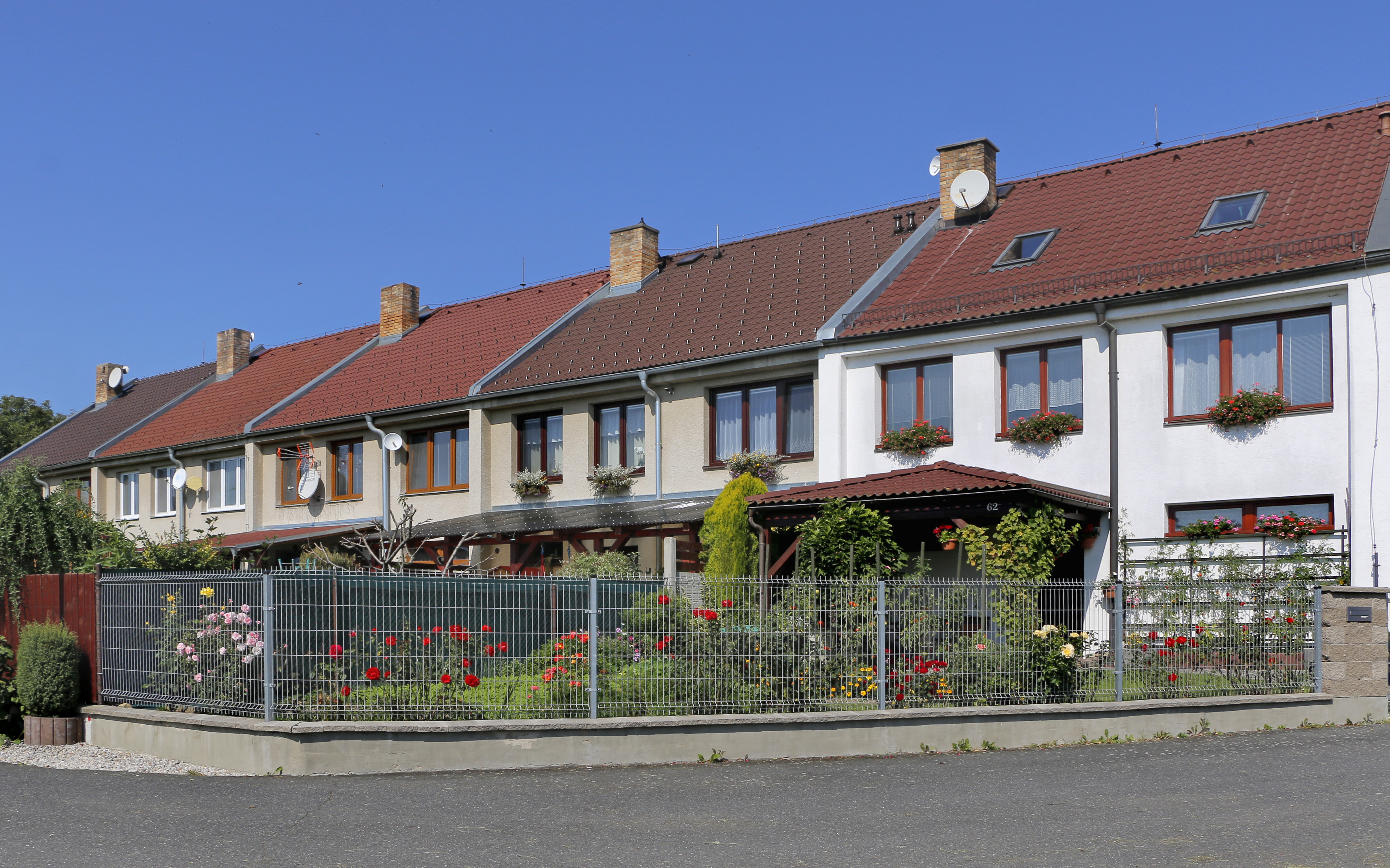
Řadové domky na jihu vesnice
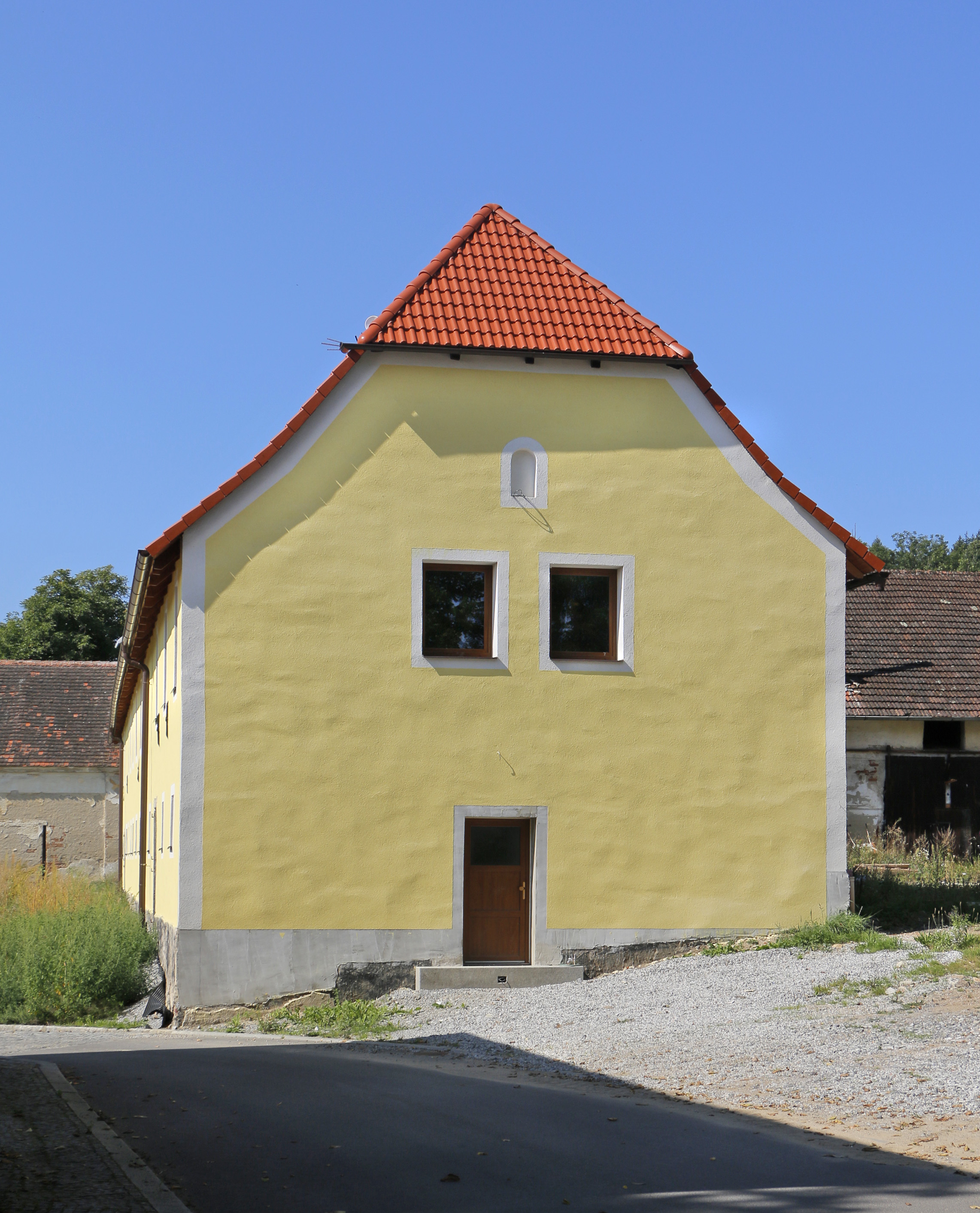
Bývalá sýpka